# Meistaraflokkur (1916)
Sezon 1916 był 5. sezonem o mistrzostwo Islandii. Drużyna Fram po raz czwarty z rzędu zdobyła tytuł mistrzowski, zdobywając w dwóch meczach trzy punkty. Ze względu na brak systemu ligowego żaden zespół nie spadł ani nie awansował po sezonie.

## Drużyny
Po sezonie 1915 nie nastąpiły żadne zmiany w składzie ligi, wobec czego do sezonu 1916 przystąpiły trzy zespoły.
| Uczestnicy poprzedniej edycji                                                                                 | Uczestnicy poprzedniej edycji | Uczestnicy poprzedniej edycji | Uczestnicy poprzedniej edycji |
| --- | ----------------------------- | ----------------------------- | ----------------------------- |
| FRA | Fram                          | 1                             |                               |
| KRE | KR                            | 2                             |                               |
| VAL | Valur                         | 3                             |                               |
| Oznaczenia: - kolumna pierwsza – skróty nazw drużyn, - kolumna trzecia – miejsce zajęte w poprzednim sezonie. |                               |                               |                               |

## Tabela
| Lp. | Drużyna  | M | Z | R | P | Bramki | Bramki | +/– | Pkt |
| --- | -------- | - | - | - | - | ------ | ------ | --- | --- |
| 1   | Fram (M) | 2 | 1 | 1 | 0 | 4      | 3      | +1  | 3   |
| 2   | KR       | 2 | 0 | 2 | 0 | 5      | 5      | 0   | 2   |
| 3   | Valur    | 2 | 0 | 1 | 1 | 4      | 5      | −1  | 1   |

## Wyniki
| Gospodarz \ Gość | FRA | KRE | VAL |
| Fram             |     | 2:2 |     |
| KR               |     |     | 3:3 |
| Valur            | 1:2 |     |     |

Źródło: Knattspyrnusamband Íslands (isl.)
Objaśnienia:
1Drużyna gospodarzy jest wymieniona po lewej stronie tabeli.
Kolory: zielony – zwycięstwo gospodarzy, żółty – remis, różowy – zwycięstwo gości.

## Baraż o mistrzostwo
O mistrzostwie Islandii w sezonie 1916 zadecydował dodatkowy, bezpośredni mecz pomiędzy drużyną KR i Fram. Mecz zwyciężył drugi zespół i zdobył swój czwarty tytuł mistrzowski rozgrywek piłkarskich na Islandii.
|  | KR | 1:3 | Fram |  |
|  |    |     |      |  |